# Struga
Struga (makedonsky Струга, albánsky Strugë) je město v jihozápadní části Severní Makedonie. Mezi více než 30 tisíci stálými obyvateli tvoří významnou menšinu Albánci (cca 1/3 obyvatelstva). Jedná se o moderní a vyhledávané letovisko s řadou hotelů a pláží.

## Název
Název města je slovanského původu a odkazuje buď na slovo strouha, dle jiných teorií na stříhání skotu nebo vanutí větru. V řeckých zdrojích bývá uváděno pod názvem Εγχαλών (Enchalon).

## Poloha
Město se rozkládá u severního břehu Ohridského jezera z něhož přímo v centru města vytéká řeka Černý Drin, 12 km severovýchodně od Ohridu, 110 km jihozápadně od Skopje a 50 km východně od Elbasanu v Albánii. Západně od Strugy se nachází Národní park Shebenik-Jabllanicë s pohořím Jabllanicë.
Každé léto se zde koná známý festival poezie. Jižně od Strugy se nachází město Ohrid proslulé řadou významných památek.
Vede tudy silnice A4 ze Skopje do Albánie.

## Klimatické poměry
Podnebí je typické pro tuto část regionu. V létě jsou typické vysoké teploty téměř bez srážek. Srážky jsou častější na podzim a v zimě, kdy teplota klesá k bodu mrazu. Lesní a keřové požáry jsou v létě kvůli suchu v okolních horách běžné.

## Historie
V místě dnešní Strugy se nacházela rybářská vesnice již v dávnověku.
V roce 1591 přes dnešní město cestoval benátský vyslanec Lorenzo Bernardo do Istanbulu. Poznamenal si, že Struga připomíná spíše velkou vesnici, než úhledné město. Povšiml si rovněž okolní úrodné krajiny, chutných ryb z Ochridského jezera a u místního obyvatelstva poznamenal, že bylo pravoslavné víry. Roku 1668 navštívil Strugu také turecký cestovatel Evlija Čelebi, který si povšiml dřevěného mostu přes řeku Drin u jejího odtoku z jezera. Uvedl, že při něm stála i pevnost. Zaznamenal také většího počet vyšších budov a pěstování vinné révy v okolí. Domníval, se, že název města je podle jeho zakladatele, který jej založil u vhodného místa pro lov ryb.
Na přelomu 18. a 19. století vznikly nejstarší budovy v centru města. Struga však byla vzhledem k dramatickému růstu ve století dvacátém rozsáhleji přestavována a upravována, nemá dochované historické jádro.

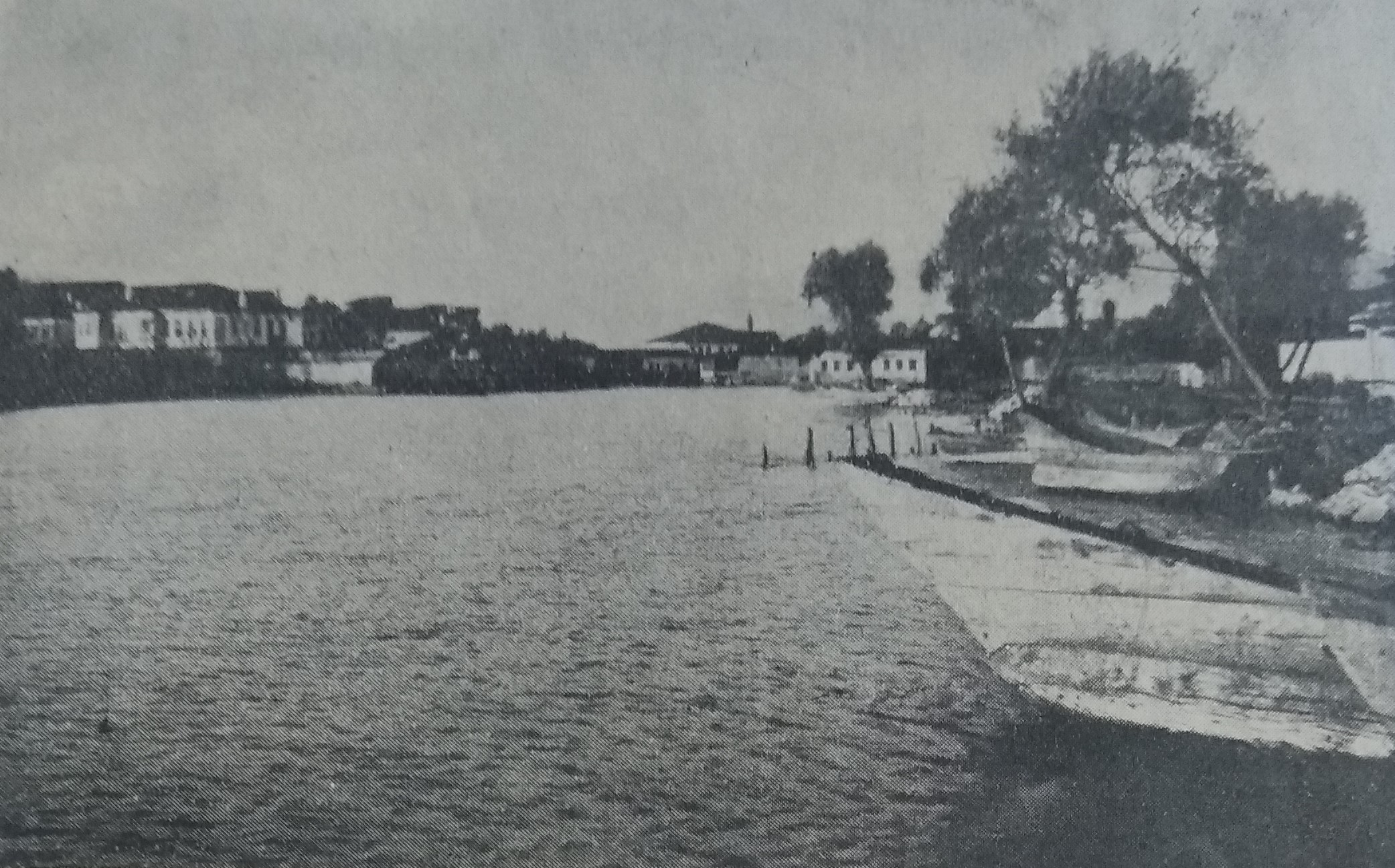
Struga v roce 1913.

Od roku 1885 bylo sídlem vlastní náchie, která spadala pod město (kaza) Ochrid. V roce 1893 navštívil Strugu Atanas Šopov, zapsal, že ve městě žilo 2800 pravoslavných obyvatel a 1800 muslimů. Uvedl, že městský kostel spravoval Bulharský exarchát.
V roce 1900 bylo odhadováno, že má Struga 4 570 obyvatel, z toho 3 000 pravoslavných Slovanů, 1 000 Turků, 350 Albánců a 220 Romů.
Až do roku 1912 byla Struga součástí Osmanské říše, poté byla připojena k Srbsku. Během první světové války byla Struga svědkem bojů mezi srbskou a bulharskou armádou (v listopadu 1915). Po skončení konfliktu zůstalo v hranicích Srbska, resp. se stalo součástí vznikající Jugoslávie. V meziválečném období se jednalo o odlehlou a zaostalou vesnici; v okolí se nacházely četné močály a rozšířená byla malárie. Na přelomu 20. a 30. let byly močály postupně vysušovány.
Po vypuknutí války v roce 1941 byla odlehlá Struga u hranic s Albánií rychle obsazena (již 12. dubna) italskou armádou. Později ji okupovalo vojsko bulharské. Za druhé světové války došlo v nedaleké vesnici Radolište k masakru civilního obyvatelstva. Město bylo osvobozeno od bulharské okupace dne 8. listopadu 1944.
Jako velmi odlehlé město se rozvíjela poměrně pomalu. V roce 1948 měl srez Struga 4 923 obyvatel. 
V 80. letech zde začala být rozvíjena především turistika. Východně od města byla budována postupně zóna s různými ubytovacími zařízeními, jejich součástí jsou také pláže přímo u jezera. Severně od Strugy, u silnice směrem k městům Debar a Gostivar se nachází menší zóna s různými službami.
V 90. letech a na přelomu století se zde zvýšilo napětí související se složitými vztahy mezi místní albánskou většinou a makedonskou menšinou. Byly zde zakládány např. „obranné výbory“ a konaly se demonstrace na osvobození lidí, které makedonské bezpečnostní složky zatkly s odůvodněním, že v roce 2001 podporovaly vzbouřence. Později se situace nicméně uklidnila. 

## Kultura

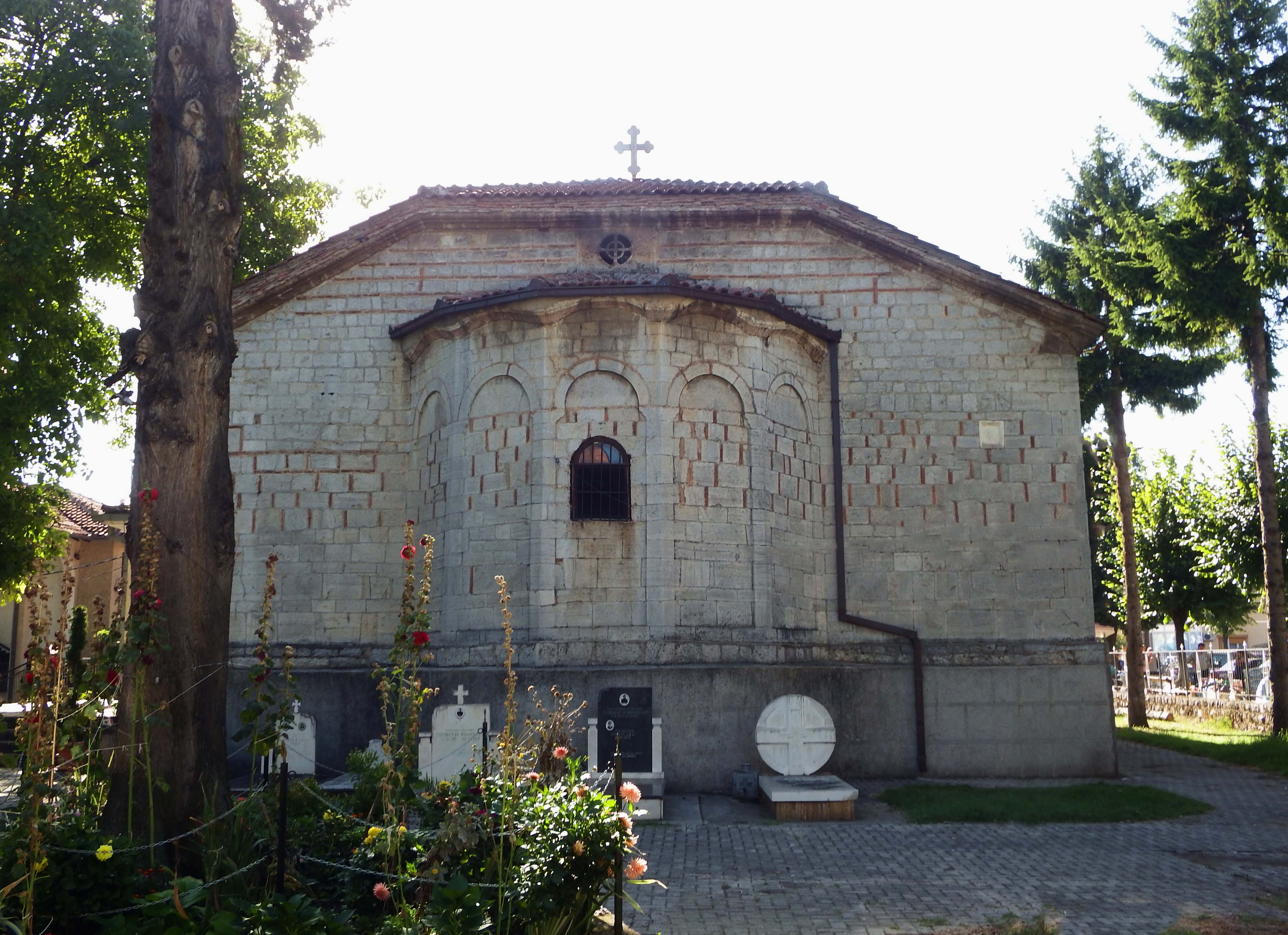
Kostel sv. Jiří z 13. století

Ve městě stojí místní muzeum, které nese název podle Nikoly Nezlobinského. Ve Struze stojí rovněž (při břehu jezera) i kulturní centrum.
Hlavní kulturní událostí ve Struze jsou místní literární večery (makedonsky Струшки Вечери на Поезијата). Konají se již od roku 1966 a účastnila se jich řada nositelů Nobelovy ceny za literaturu. 

### Pamětihodnosti
Kromě řady navštěvovaných pláží se ve Struze nachází kostel. sv. Jiří (makedonsky Црква Свети Ѓорѓи) původem ze 13. století, který byl postaven na základech staršího kostela z doby vlády cara Samuila. Obnoven byl roku 1835. Další pamětihodností Strugy je také kostel sv. Mikuláše a chrám sv. Petky. Dochována je také tekija (turecky tekke) z období turecké nadvlády. Místní turecké lázně se nedochovaly v celku, zbyly z nich pouze trosky a nejsou veřejnosti přístupné. 
Východně od centra města také stojí mešita Mustafy Čelebije z 16. století. Na hlavní třídě potom lze nalézt památník revoluce z nápadného bílého betonu.
V okolí Strugy se nachází celkem čtyři archeologická naleziště.
Několik kilometrů od města se na břehu Ochridského jezera nachází klášter (monastýr) Kališta z 16. století se staletími starými freskami.

## Doprava

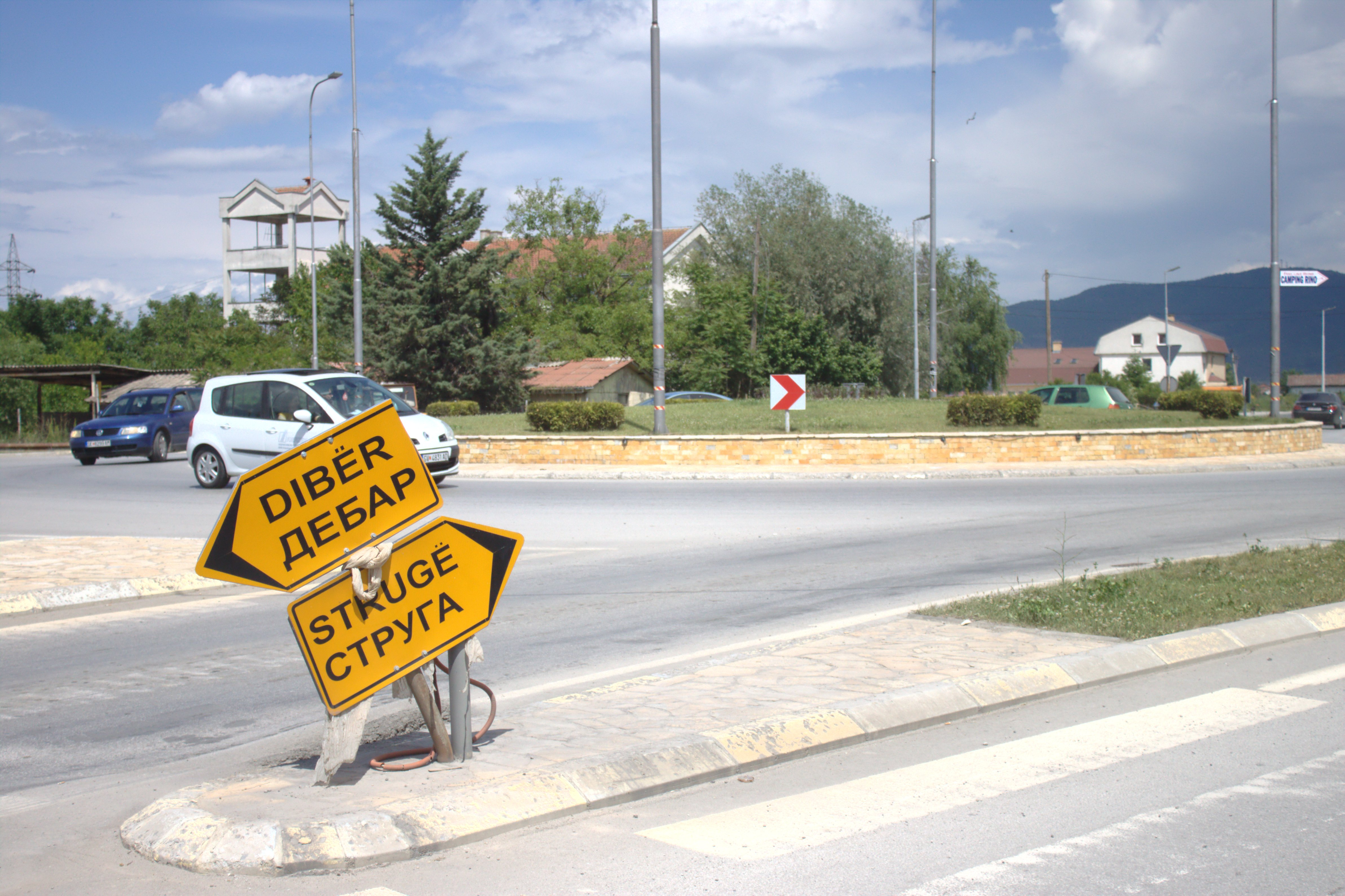
Silniční křižovatka.

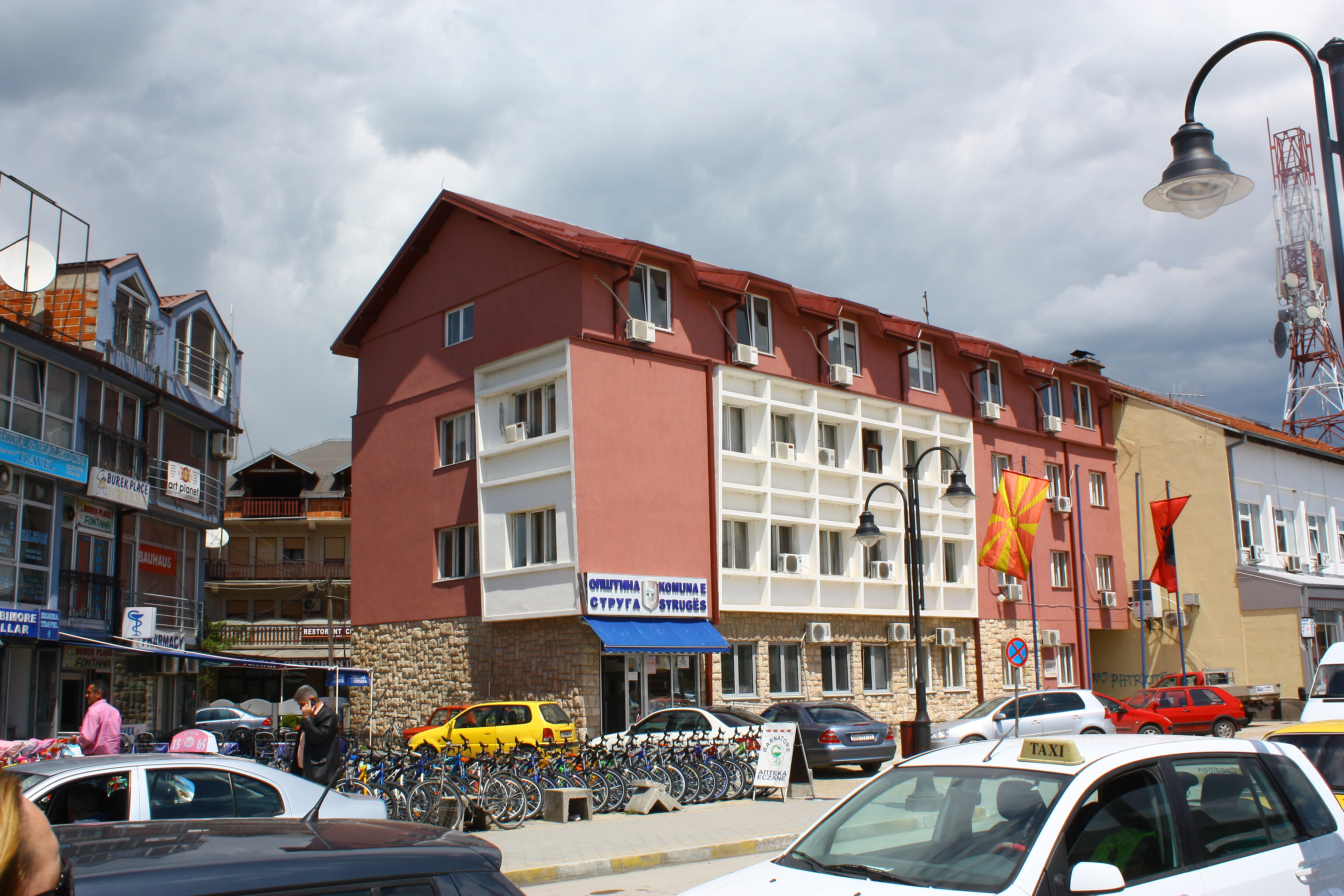
Budova radnice.

Mezinárodní letiště Ohrid je jen sedm kilometrů východně od města. Do roku 2020 zaznamenávalo až 800 letů ročně a odbavovalo 30 000 cestujících.
Ze Strugy vedou tři významné hlavní silnice, a to: do Ochridu (na jihovýchod), severně do Debaru údolím řeky Crni Drim, dále do Albánie (do Elbasanu a do Tirany) na západ (přes průsmyk Thanë). Napojeny jsou na silniční obchvat města, který jej obchází ze severní strany. Hlavní autobusové nádraží se nachází na severním okraji města, u průmyslové zóny. Některé politické strany přislíbily výstavbu dálničního spojení Strugy s Ochridem.
Struga není napojena na železniční síť Severní Makedonie. Nejbližší železniční stanice jsou v albánském Pogradci, 43 km daleko, a v Kičevu, 59 km daleko. Propojení přes Strugu nebo Ochrid je dlouhodobě plánováno, zamýšlená železniční trať (o které se diskutovalo ještě před druhou světovou válkou) měla vést dále do Albánie.

## Školství
Ve Struze se nachází dvě základní školy, jedna pojmenovaná pro bratřích Miladinovských a jedna po Josipu Brozu Titovi. 

## Známí rodáci
- Konstantin Miladinov, makedonský básník
- Dimitrije Miladinov, makedonský básník
- Ibrahim Temo, albánský politický aktivista

## Partnerská města
- Famagusta, Kypr
- Mangalia, Rumunsko